# Кремянка (Житомирская область)
Кремянка (укр. Крем'янка) — село на Украине, находится в Емильчинском районе Житомирской области.
Код КОАТУУ — 1821782703. Население по переписи 2001 года составляет 140 человек. Почтовый индекс — 11256. Телефонный код — 4149. Занимает площадь 0,87 км².

## Адрес местного совета
11256, Житомирская область, Емильчинский р-н, с. Киянка, ул. Житомирская, 18а